# Hōjō Munekata
 (février 2017).
Si vous disposez d'ouvrages ou d'articles de référence ou si vous connaissez des sites web de qualité traitant du thème abordé ici, merci de compléter l'article en donnant les références utiles à sa vérifiabilité et en les liant à la section « Notes et références ».
Hōjō Munekata (北条宗方, 1278-27 mai 1305), membre du clan Hōjō, est le dixième kitakata rokuhara Tandai (sécurité intérieure de premier rang de Kyoto) de 1297 à 1300.